# Mowbray Mountain, Tennessee
Mowbray Mountain, Tennessee (енгл. Mowbray Mountain) насељено је место без административног статуса у америчкој савезној држави Тенеси.

## Демографија
По попису из 2010. године број становника је 1.615.
| Група             | 2000.    | 2010.         |
| Белци             | 0 (0,0%) | 1.597 (98,9%) |
| Афроамериканци    | 0 (0,0%) | 0 (0,0%)      |
| Азијати           | 0 (0,0%) | 1 (0,1%)      |
| Хиспаноамериканци | 0 (0,0%) | 9 (0,6%)      |
| Укупно            | 0        | 1.615         |